# Madalena Iglésias
Madalena Iglésias, nacida Madalena Lucília Iglésias do Vale (Lisboa; 24 de octubre de 1939-Barcelona; 16 de enero de 2018), fue una cantante y actriz portuguesa. Conocida por representar a Portugal en el Festival de la Canción de Eurovisión 1966 con la canción «Ele e Ela». Junto con Simone de Oliveira, fue una de las voces más importantes del estilo musical llamado nacional-cançonetismo que dominó en Portugal durante la década de 1960.

## Biografía

### Carrera
Madalena Iglésias nació en el barrio de Santa Catarina de Lisboa. Con apenas 15 años entró en el Centro de Preparação de Artistas da Rádio de la Rádio e Televisão de Portugal. En 1954 se estrena a la vez en la radio y la televisión portuguesas. 

### Carrera internacional
Su carrera internacional comienza en 1959 con una actuación en Televisión Española. En 1962 actúa representando a Portugal en el Festival Internacional de la Canción de Benidorm. En 1964 participa en el primer Grande Prémio TV da Canção Portuguesa. También actúa y vence en el Festival Hispano-Portugués de la Canción del Duero celebrado en Aranda de Duero con la canción «Sonha». Participa en el Festival de la Canción de Eurovisión 1966, celebrado en Luxemburgo, con la canción «Ele e Ela», tema de Carlos Canelhas, con la que consigue la 13.ª posición de un total de 18 países. La canción es versionada al español y fue editada en España, Francia y Países Bajos. 
También en 1966 obtiene el segundo lugar en el Festival de la Canción Mediterránea, con la canción «Setembro». Gana también el Premio de la Hispanidad en el Festival Internacional de la canción de Mallorca con «Vuelo 502». 
En 1968, participa en la Olimpiada Mundial de la Canción celebrado en Atenas donde acabó en 4.ª posición con la canción «Tu Vais Voltar» y en el Festival do Rio de Janeiro donde interpreta «Poema da Vida».

### Vida personal
En 1972, contrae matrimonio con un empresario luso-venezolano Fernando Oliveira, abandona su carrera y se traslada a Venezuela. Con ocho meses de embarazo hizo un programa en Venevisión Canal 4 de la televisión venezolana y deja de actuar hasta que sus hijos tienen cinco años de edad. Más tarde comenzó a trabajar esporádicamente en RCTV con algún programa. En 1987 se traslada a Barcelona, donde vivió hasta su muerte.

## Discografía
- 1964-Banda sonora de la película Uma Hora de Amor
- Talvez /Sim ou não /De degrau em degrau /Sou tua (EP) MEp 60138
- Ponte do rio Kwai / Cabecinha no ombro (varios artistas - EP ) Mep 60153
- Rio de Janeiro /Má sorte /O futuro dirá /Canção de Aveiro (EP) Mep 60225
- Mulher do cais /Fatalidade /Onde estás felicidade? /Perdoai-me Senhor (EP) Mep 60233
- Lenda de Lisboa/Melodia Na Noite/Não Sei/O Meu Destino É Procurar-te (EP, Alvorada) MEP 60255
- (outros artistas - EP ) Mep 60263
- Festival da Canção (varios artistas - EP, 1960) Mep 60283
- Festival da Canção (varios artistas - EP, 1960) Mep 60292
- Amanhã (EP, Alvorada) "Amanhã" /"Não dou" /"Se eu te beijei" /"Na Mouraria" MEP 60332
- Até logo Lisboa /Soam palmas nos palmares /De mãos postas /O amor é sina -Mep 60395
- III Festival da Canção (varios artistas - EP, 1960) - Dilema - Mep 60429
- Perdoa /Louco /O diabo leve a escolha /Última carta  - Mep 60436
- Não posso mais /O amor pode esperar /Calypso do amor / História do amor  - Mep 60468
- Foi tarde / Se não sabes Chicotada /Sara /Até ao fim da vida - Mep 60541
- Balada de Outono / Chiri-biú /Twist em Lisboa /O meu cão - Mep 60542
- Grande Prémio da Canção (varios Artistas -Ep ) - Balada das Palavras Perdidas- AEP 60644
- O que é meu é teu /Madrugada fría /Qualquer coisa aconteceu /Madalena Bossa Nova - AEP 60647
- Amor de sonho /Aconteceu gostar de ti /Serenata da Primavera /Madalena - AEP60652
- Sonha / Ven esta noche /La frontera / La más bella del baile  - AEP 60702
- Boneca de cera, boneca de som / Canção do amor perdido / Amar é pertenecer  / Amar é viver - AEP 60730
- 4º Festival da Canção Portuguesa  (Varios artistas EP)- MEp 60747
- 1965- Banda sonora de la película Passagem de Nível (EP, Alvorada, 1965) AEP60756  ["Poema de Nós Dois"/"Volta, Amor"/"Rua Triste"/"Espero Por Ti]"
- 1966-Ele e Ela (Ep. Alvorada, 1966) AEP60785 ["Ele e Ela"/"Rebeldia"/"Caminhos Perdidos"/"Dançar, Dançar"]
- 1966-Setembro (EP, Alvorada) AEP60871 ["Setembro"/"O Mar Não Falará"/"Vuelo 502"/"Mucho"]
- 1966-OST Sarilho de Fraldas (Tecla, 1966) TE 1005 - con António Calvário["Meu Velho Amor" / "Num Dia de Sol"/'Balança"/"Balão Dourado"]
- 1966-OST Sarilho de Fraldas (Tecla, 1966) TE 1006 - con António Calvário ["Por causa dum olhar"/"Balão dourado"/"Bolas de sabão"/"Chapéu de chuva para dois"]
- Eu Vou Cantando/Não Sou de Ninguém/Maus Caminhos/Romance da Solidão (EP, Tecla) 1019
- Fado da Madragoa/Gostei de Ti/Adeus Mouraria/Noite Acordada (EP, Tecla) 1022-
- Que Mal Te Fiz/Gente Que Passa Na Rua/Cuando Salí De Cuba/Miguel E Isabel (EP, Tecla) 1034
- Amor Vê Lá/Mãos Vazias/Saudade Vai-te Embora/De Degrau Em Degrau (EP, Tecla) 1045
- Coimbra/Que Mal Te Fiz/Uma Casa Portuguesa/Porto Santo (Ep Tecla) 1052
- (LP, Tecla, )
- Canção do Mar (LP, Tecla)
- Él Y Ella/Manuel Benítez "El Cordobés" (Single, Belter, 1966)
- Él Y Ella/Manuel Benítez "El Cordobés"/Yo Te Daría Más/Me Espera (EP, Belter, 1966)
- Él Y Ella/Quemé Tus Cartas/Mirza/Yo Te Daría Más (EP, Belter, 1966)
- Septiembre/El Mar No Hablará (Single, Belter, 1966)
- Septiembre/Mucho/El Mar No Hablará/Si Sale El Sol (EP, Belter, 1966)
- Vuelo 502/Y Sabes Que Vi/Te Llamo En Nombre del Amor/Ya Lo Sé (Belter)
- Vuelo 502/Ya Lo Sé (Single, Belter, 1966) [com Los 4 de la Torre]
- Poema da Vida/Tu Vais Voltar/Amar É Vencer/Tu És Quem És (EP, Belter, 1968)
- Poema de Vida/Olvida/Mil Veces/Tu Vuelves a Mí (EP, Belter, 1968)
- Canção para Um Poeta / Cantiga/Flôr Bailarina/Desfolhada (EP, Belter, 1969) 51953
- Canção Que Alguém Me Cantou/É Você/Oração Na Neve/De Longe, Longe, Longe… (Ep, Belter, 1969)
- Mar Solidão/Ave Verde/Para Teu Amor/Menino Pastor (EP, Belter, 1970) 51989
- III Festival da Canção (EP, Alvorada)-AEP60429-"Ontem e Hoje" 1º-"Dilema" 5º-"Bom Dia Lisboa" 3º-"Porque Voltei" 7º- Simone, Madalena, Alice Amaro, José Manuel Mendes
- Grande Prémio TV da Canção Portuguesa (EP, Alvorada, 1964) - "Balada das Palavras Perdidas"
- Grande Prémio TV da Canção Portuguesa (EP, Alvorada, 1965) AEP60701 - "Sol de Inverno" / "Silêncio Entre Nós"
- Novidades de Portugal nº6 (EP)
- El Y Ella/Yo Te Daría Más (EP, CNR, 1966)

### Recopilatorios
- Canta Portugal - edición Argentina
- O Melhor dos Melhores (CD, Movieplay, 1994)
- Saudades de Lisboa (CD, Strauss, 1996)
- É Já Sol Pôr (CD, Strauss, 1996)

## Filmografía
- Los gatos negros, 1964
- Uma Hora de Amor, 1964
- Passagem de Nível, 1964
- Sarilhos de Fraldas, 1965
- Alice, (como Magdalena Iglesias), 1967
- Las cinco advertencias de Satanás, 1970

## Comentarios
- "Nunca tuve ayuda de ninguna clase del Gobierno. Trabajé en la televisión porque no había otro sitio. No hice ningún espectáculo que el SNI (Serviço Nacional de Informação) hubiera apoyado. La carrera en el exterior se la debo a los españoles, y lamento mucho que eso choque con nuestro patriotismo" (MI/DN)

- "Existe una gran cantidad de programas para presentar gente joven que se deja deslumbrar por el ambiente. Las carreras tienen que comenzar por abajo. Cualquier tipo de trabajo donde no se fatiga, y la persona no sufre reveses, esa carrera no dura" (MI/DN)

## Curiosidades
- En Venezuela tuvo un programa en la televisión y más tarde recibió un "Guaicaipuro de Oro". Actuó con gran éxito en otros países como Argentina, Canadá, Estados Unidos y Brasil.